# Édgar Humberto Ruiz
Édgar Humberto Ruiz Sierra (Zipaquirá, Cundinamarca, 14 de abril de 1969) es un exciclista colombiano de ruta.

## Palmarés
1989
- 2º en la Vuelta a Chile

1990
- Vuelta de la Juventud de Colombia

1993
- 2º en la Vuelta a Colombia

## Equipos
- Manzana Postobón (Aficionado) (1992)
- Manzana Postobón (1993-1995)